# Arabe algérien
Pour les articles homonymes, voir Algérien.
 (janvier 2019).
Si vous disposez d'ouvrages ou d'articles de référence ou si vous connaissez des sites web de qualité traitant du thème abordé ici, merci de compléter l'article en donnant les références utiles à sa vérifiabilité et en les liant à la section « Notes et références ».
L'arabe algérien est la principale langue véhiculaire d'Algérie, langue maternelle de 75 à 80 % de la population et maîtrisée par 95 à 100 % de la population algérienne. Ses locuteurs le dénomment dardja ou darja « dialecte » ou darija (الدارجة), qui désigne l'arabe dialectal, par opposition à l'arabe littéraire appelé fuṣḥa (فُصْحَى).
En Algérie il est appelé soit dzayriya (« l'algérien »)[réf. nécessaire] soit dardja, derdja ou darja, et parfois darija.
C'est un idiome arabe rattaché au groupe de l'arabe maghrébin, avec le marocain, le tunisien, le libyen ainsi que le maltais. Sa morphologie, sa syntaxe, sa prononciation et son vocabulaire diffèrent de ceux de l'arabe littéral. L'arabe algérien s'établit à partir du VIIIe siècle sur un substrat initialement berbère, latin (Langue romane d'Afrique) et dans une moindre mesure punique. Il a en outre été enrichi par les langues des puissances ayant influencé cette région à partir du XVIe siècle, on citera notamment le turc ottoman, l'espagnol et le français. Il regroupe des parlers ruraux et des parlers citadins, répartis en quatre grandes régions dialectales : l’Est, l’Algérois et son arrière-pays, l’Oranie puis le Sud.
Le nombre de locuteurs de cette langue est estimé à 39 millions en Algérie (dont 31 millions en tant que langue maternelle) et 1 million à l'étranger, parmi la diaspora installée principalement en France, au Québec, en Belgique, au Royaume-Uni et en Espagne.

## Variétés régionales

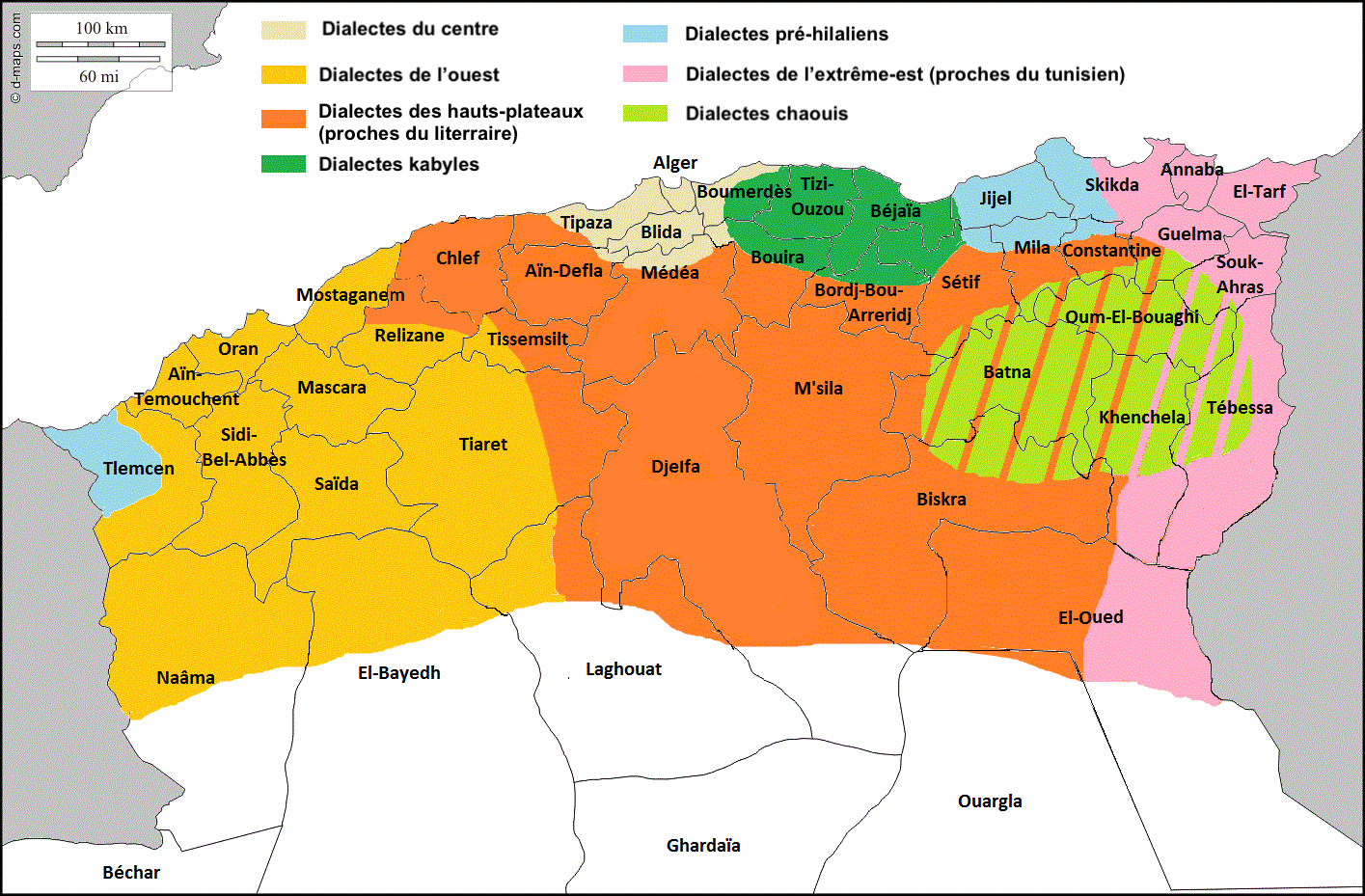
Dialectes algériens

L'arabe algérien se caractérise par quatre grandes variétés régionales et des parlers urbains dénommés « hadri » dans les villes de traditions arabo-andalouses et turques, :
- L'arabe algérois, qui couvre toute la zone centrale du pays.
- l'arabe oranais, à l'Ouest.
- La variété de l'Est du pays, parlée en parallèle avec le chaoui et le kabyle dans certaines régions.
- La variété du Sud.

Toutefois, ce découpage ne reflète qu'imparfaitement la réalité de la distribution des parlers dialectaux qui possèdent une grande intercompréhension, en raison de la forte interpénétration des différentes sphères linguistiques résultant des multiples mutations socio-économiques.
Du fait des mouvements profonds qu'a connus la population depuis l'indépendance, une variété standard de cette langue a tendance à émerger, amplifiée par l'influence de la musique populaire et les séries télévisées largement diffusées par les chaînes de radio et de télévision nationales.

## Origines

### Apports migratoires
Il est généralement admis que l'arabisation du territoire de l'Algérie actuelle s'est faite à travers deux importants flux de population arrivant du Moyen-Orient durant la période d'islamisation.
La première étape suit directement la conquête islamique des VIIe et VIIIe siècles. Cette arabisation n'est que superficielle puisqu'elle ne concerne que les villes conquises et où les Arabes s'installèrent et constituèrent une classe dominante et aristocratique qui diffusa sa langue au reste des habitants de ces villes. Les campagnes et la vaste majorité du pays restant quant à elles purement de langue berbère. Les dialectes issus de cette vague d'arabisation sont appelés préhilaliens (ou "sédentaires").
La deuxième étape résulte des incursions bédouines en Algérie aux XIe et XIIe siècles, principalement les Banu Hilal et les Banu Maqtil. Cette arabisation fut beaucoup plus forte et plus profonde que la première, puisqu'elle toucha non seulement les villes, mais aussi les hauts plateaux, les plaines et certaines oasis, entraînant ainsi l'arabisation progressive du pays entre les XVe et XVIIIe siècles. Les langues berbères se maintenaient au XIXe siècle dans les montagnes densément peuplées, les plaines adjacentes et dans certaines oasis du sud appelés ksours. Les dialectes issus de cette arabisation sont appelés post-hilaliens (ou "nomades").
Le flux de ces populations depuis le Moyen-Orient n'a jamais été suffisamment important, plus tard, les immigrés andalous et les confréries religieuses contribuent à d'autres avancées de l'arabisation.
- Les traits sédentaires : ils sont dominants dans les parlers des régions qui ont subi la première arabisation mais pas la deuxième. On distingue les parlers citadins d'origine des grandes villes (d'Alger, de Tlemcen, Nedroma, Oran, Constantine, Annaba, Blida, etc.) et les parlers ruraux qui sont issus du mélange des échanges entre les villes et les populations berbères environnantes (les parlers des Traras dans l'ouest et les parlers du pays Kotama dans l'est sont des exemples notoires).
- Les traits nomades : ils sont dominants dans les parlers des régions qui n'ont connu que la seconde arabisation et pas la première ; ils regroupent l'essentiel des parlers arabes des Hauts-Plateaux et du Sahara algérien dans les wilayas de Tébessa, Biskra, M'sila, Bordj Bou Arreridj, Sétif, El Oued, Djelfa, Saïda, Tiaret, Ouargla.
- Les parlers mixtes, présentant à la fois des traits préhilaliens et hilaliens, résultent d'une arabisation généralement plus tardive des populations du Tell et sont présents dans les plaines côtières. Ce groupe inclut les parlers des wilayas de Constantine, Alger, Blida, Annaba, Skikda, Chlef, Médéa, Aïn Defla, Boumerdès, Oran, Mostaganem et Relizane. Ils forment également aujourd'hui l'essentiel des Koinès urbaines majoritaires.

La lettre « qaf » est prononcée « qaf », « kaf » ou « alef» dans les parlers sédentaires, alors qu'elle est prononcée « gaf » dans les parlers nomades, et à l'instar de leurs natures mitigées on peut retrouver les deux formes dans les dialectes mixtes.
| quelques caractéristiques                      | trait sédentaire                                       | trait nomade              | exemple (sédentaire / nomade) (français)  |
| ---------------------------------------------- | ------------------------------------------------------ | ------------------------- | ----------------------------------------- |
| lettre t (ﺕ)                                   | ts attesté                                             | t                         | ntsa / nta (toi)                          |
| lettre q (ﻕ)                                   | q (ﻕ) , k (ﻙ) ou a (أ)                                 | g (ڨ)                     | qareb / gareb (approcher)                 |
| modal pour les verbes au présent               | parfois ka ou tsa                                      | aucun                     | ka yebni / yebni (il construit)           |
| genres masculin et féminin (pour les verbes)   | parfois confondus                                      | toujours différenciés     | ntsi tsroḥ / nti troḥi (tu vas) (féminin) |
| consonnes interdentales Dh (ﻅ, ﺽ, ﺫ) et Th (ﺙ) | souvent altérées respectivement en D (ﺩ) , T (ﻁ) et Ts | prononcées telles quelles | hada / hadha (celui-là)                   |

### Évolution
Au fil des siècles, ces deux types de parlers arabes se sont considérablement mélangés, surtout dans le vocabulaire ainsi que dans la prononciation, au point que l'on pourrait parler aujourd'hui d'arabe algérien au singulier. Notamment, la forme mixte se répand maintenant de plus en plus partout dans le pays et notamment dans les villes importantes, les chefs-lieux de wilayas et leurs alentours. Le fond berbère est présent quasiment dans tous les dialectes du pays et forme un substrat ancré au travers d'un patrimoine culturel commun.
Dans sa forme actuelle, cet arabe algérien reflète les différentes étapes qu'il a vécu au cours de son histoire. Au point de vue lexical, on note la présence de nombreux mots berbères tels qu'aïreuj (« passoire ») ou aghhbal (« escargot ») qui varient d'une région à l'autre et un grand nombre d'autres mots puisés dans le vocabulaire de l'agriculture, l'élevage et la toponymie. La présence de mots turcs et espagnols témoignent de l'influence du turc et de l'espagnol dans l'arabe algérien. Le français a aussi laissé un bon fonds lexical qui illustre la capacité d'adaptation de l'arabe algérien.
Depuis l'ouverture économique de l'Algérie dans les années 1990, l'arabe algérien est marqué par un phénomène d'innovation lexicale hybride arabo-française de la part de la jeunesse algérienne. Ce phénomène s'observe dans l'ensemble de l'environnement social et des activités sociales (enseignes de magasins, produits commerciaux, etc.). Par exemple, Djezzy, l'un des principaux opérateurs téléphoniques, doit une partie de son succès, selon les spécialistes, à son slogan historique « ich la vie » (vis la vie).

L'humoriste et comédien algérien, Mohamed Fellag, décrit ainsi sa langue : 

« L'algérien de la rue est une langue trilingue, un mélange de français, d'arabe et de berbère. »

### Théorie sur l'origine punique
D'après certaines théories, l'arabe maghrébin ne serait pas issu principalement de l'arabe mais du punique. Cette base est évaluée par le linguiste Abdou Elimam à 50 % dans les parlers du Maghreb et de Malte, ce qui contredirait le principe selon lequel cette langue serait un dialecte dérivé de l'arabe.
Selon ces théories, la proximité constatée actuellement entre les racines arabes et maghrébines serait due principalement à l'origine commune entre le punique et l'arabe, tous deux langues d'origine sémitique.
Toutefois, ces théories n'ayant pour seule base que la similitude de l'arabe et du punique, sont encore rejetées par la plupart des linguistes pour insuffisances de preuves. Cependant la toponymie nord africaine reste encore riche de ses noms puniques.

## Statut et usages

### Omniprésence et clandestinité
Bien que cette langue soit dominante dans les échanges verbaux à tous les niveaux, l'arabe littéral reste la langue officielle de l'Algérie, donc celle utilisée dans les échanges écrits avec l'administration. Il est aussi employé dans la présentation du journal télévisé des chaînes nationales, et dans les grands quotidiens arabophones comme El Khabar et Echourouk.
Des formes écrites de l'arabe algérien se retrouvent par contre dans la poésie et sur de nombreux journaux tabloïds principalement sportifs. Du fait de sa non-codification, les règles d'écriture de cette langue peuvent varier en fonction de celui qui rédige un texte.
La langue algérienne n'est en général pas très prisée par le pouvoir. Elle est souvent qualifiée de « dialecte » incapable de véhiculer une « culture supérieure ». Le critique égyptien Taha Husain aurait écrit à propos de l'arabe algérien : « Le dialectal ne mérite pas le nom de langue et ne convient pas aux objectifs de la vie intellectuelle. ».
Le président Abdelaziz Bouteflika a déclaré dans un de ses discours : « Je ne parviens pas à déterminer quelle langue parlent les Algériens. Ce n’est ni de l’arabe, ni du français ni même de l’amazigh (le berbère)… ce n’est qu’un mauvais mélange, des propos hybrides que l’on comprend à peine. Prenons l’exemple du terme mayixistiche (cela n’existe pas), qui ne peut être compris que par l’Algérien du XXIe siècle. ».

### Musique, langue et culture populaire
La musique raï, très populaire auprès des jeunes Algériens, se démarque par son adaptation exclusive de l'arabe algérien, son rejet de l'arabe classique, l'utilisation massive des expressions hybrides arabo-françaises et l'absence des textes proches de l'arabe littéraire contrairement à la musique andalouse, la musique patriotique, et la musique citadine chaâbi.

### Poésie
L'arabe algérien est utilisé depuis longtemps en poésie, comme dans les poèmes de Sidi Lakhdar Ben Khlouf du XVIe siècle (son poème Ma3rakat Mazagran), Mohammed Benmsayeb, poète tlémcénien du XVIIe siècle, Ahmed Ben Triki (XVIIe siècle), et Mustapha El Kebabti du XVIIIe siècle. Les poèmes (qssayed) du chaabi sont nombreux, particulièrement représentés par Mohamed El Anka, on retrouve également l'arabe algérien dans la poésie bédouine de Mohamed Ben Guittoun du XIXe siècle avec son célèbre poème Hiziya.

### Théâtre
Le théâtre en langue algérienne existe bien avant l'indépendance de l'Algérie et jusqu'à nos jours. Les personnalités ayant écrit en algérien sont Ali Sellali (dit Allalou), Rachid Ksentini, Mahieddine Bachtarzi, Kateb Yacine, de nombreuses pièces de Slimane Benaissa, de Mohamed Fellag, Abdelkader Alloula...
Exemples de pièces :
- Buh 3la Hassan, écrit par Rachid Ksentini, 1928
- Faqu, Mahieddine Bachtarzi, 1934
- El Nif, Mahieddine Bachtarzi, 1934
- Fatma lmagrouna, M. Ouenniche, 1951
- Asslek, M. Zerrouqi, 1951
- Bou Hedba, M. Touri et B. Morsly, 1952
- Ana u nta, Bachir Rahal et Ouerch Ali
- Mohamed arfed valistek, Kateb Yacine, 1970
- Babor Ghraq, Slimane Benaissa, 1983
- El Ajouad, Abdelkader Alloula, 1985
- Cocktail Khorotov, Mohamed Fellag, 1989

### Langue algérienne et affirmation identitaire
Le fait linguistique algérien est souvent mis en avant par ceux qui appellent au renouveau identitaire, ceux-ci revendiquant la spécificité de la langue algérienne et mettent en avant sa nécessaire préservation et sa revendication en tant que langue nationale légitime.
L'argument, principalement avancé, pour justifier la nécessaire préservation étant la prise en compte du patrimoine culturel, constitué de poèmes, de récits et de chansons, qui est dépendant de cette langue, et qui est mis en péril par l'omniprésence d'autres langues, accentuant ainsi le phénomène de désuétude des termes en les remplaçant par d'autres d'origine étrangère, ce qui à terme provoquerait l'érosion d'importants pans culturels.
Parmi les quelques tentatives dans ce sens, on notera celle d'un groupe d'enseignants algériens qui, en 1969, lors des multiples débats soulevés par la loi sur l'arabisation, demanda dans une lettre ouverte publiée par un hebdomadaire, l'utilisation pure et simple de l'arabe algérien dans l'enseignement,.
L'usage des nouvelles technologies renforce les identités locales et nationales et l'emploi du dialecte national. La population a tendance à associer la nationalité avec l'arabe vernaculaire.

### Introduction dans l'enseignement primaire
En 2015, une polémique trouve son origine dans les propositions de mesures issues de la Conférence nationale sur l’évaluation du système éducatif algérien dont les enfants de l'école primaire rencontrent des difficultés dans l’apprentissage des langues nationales et étrangères. Dans ce contexte, la ministre de l'Éducation nationale, Nouria Benghabrit-Remaoun a évoqué en juillet 2015 l'idée d'introduire l'arabe algérien comme langue d’enseignement durant les deux premières années du cycle primaire à la place de l’arabe classique pour faciliter l’apprentissage de toutes les matières.
En réaction, une campagne virulente émanant notamment de puristes conservateurs et de députés de la coalition islamiste Alliance Verte s'en sont pris à la ministre réclamant « son départ immédiat » via les médias en langue arabe et les réseaux sociaux. Ils assimilent sa décision de substituer la darja à l'arabe classique (autrement dit, remplacer l'arabe classique par la darja) « à une tentative de nuire à l’arabe, qui est la langue du Coran, de l’islam et du peuple algérien. »,. Le Premier ministre, Abdelmalek Sellal, a exprimé publiquement son soutien à la ministre et à sa réforme de l’école

### Wikipédia en arabe algérien
En 2015, des étudiants du département de français de l'université Hassiba-Benbouali de Chlef ont lancé le Wikipedia Education Program Algeria pour contribuer à la version en arabe algérien de Wikipédia. Ce projet contient un millier d'articles environ qui demande à être amélioré par des bénévoles algériens pour la validation finale du projet.

## Systèmes d'écriture, codification
L'arabe algérien comporte des sons inexistants dans l'alphabet latin[Interprétation personnelle ?]. Afin de communiquer en dialecte algérien ou en arabe (en clavardant, écrivant des courriels ou SMS), ces lettres ont été remplacées par les lettres ou chiffres suivants :
- ء [ʔ] = ' Se prononce comme un « A » sec, (un A coupé instantanément)
- ع [ʕ] = â/3
- ﺥ [x] ou [χ] = kh/5
- ط [tˤ] = td/6
- ﺡ [ħ] = H/ħ/Ħ/7
- ﻕ [q] = q/9
- غ [ɣ] ou [ʁ] = gh/ɣ/r/8
- Lettres additionnelles

En algérien et en tunisien, les principales innovations sont :
- [v] : ڥ ڥڥڥ ; « vista » (veste) , « vaz » (vase) , « vis » (vis) , etc.
- [g] : ڨ ڨڨڨ ; « Guelma » (nom de ville à l'est d'algérie) « Garidi » (un nom de cité à kouba)...;
- [p] : پ پپپ ; « papisha » (belles filles) « pouppoun » (poupée) « pour » (port) « pourtabl » (portable) « pila » (pile) « puṭu » (poteau)... Voix réside « p » fréquemment dans le dialecte algérien contrairement à l'arabe.

### Livres en arabe algérien
L'émergence d'une littérature dans cette langue en est à ses prémisses ; certaines tentatives ont vu le jour, notamment la traduction en 2008 du roman de Saint-Exupéry Le Petit Prince, par Zahia Talbi et Lucienne Brousse, deux enseignantes de cette langue au centre des Glycines d’Alger
Ainsi que le roman féminin pionnier en dialectal rimé de l'auteur Radia Gouga Rodesli, Lefniq, Ed : Trésors de Jugurtha, 2019.
Il existe des volumes pour apprendre l'arabe algérien (L'arabe algérien de poche) qui témoigne de la vitalité de l'arabe algérien en tant que langue de communication.
Plusieurs dictionnaires bilingues d’arabe algérien ont été édités ou publiés, alors que la presse arabophone et francophone a traité de la question de l’arabe algérien et ce sous des formats divers (débats, exposés de spécialistes, interviews, comptes-rendus de manifestations). Par ailleurs, le répertoire de la poésie populaire citadine d’Alger « chaabi » est réexploré et valorisé par la jeune génération des écrivains, des chanteurs et des poètes.

## Vocabulaire

### Variations locales de la derja algérienne
- Si vous ne connaissez pas le sujet, laissez ce bandeau (vous pouvez alors contacter les auteurs).
- Si vous supprimez le contenu mis en cause (vous pouvez préalablement contacter les auteurs),

argumentez précisément cette suppression dans la page de discussion
(un manque de référence n'est pas un argument ; une recherche réelle de référence doit avoir été effectuée, être formellement documentée).
Dans la derja algérienne, il peut exister quelques variations locales. Cette variation s'observe principalement au voisinage des frontières (Maroc et Tunisie).
Quelques variations locales de la darija algérienne :
- Les parlers algériens occidentaux n’ont pas le même suffixe que les autres algériens à la 3e personne du singulier. En effet, ils ajoutent « EH » alors que les autres algériens ajoutent le « OU » (à l'exception des parlers citadins et ceux de l'Oranie orientale). Par exemple, « chefteh » : « je l'ai vu » qui serait « cheftou » dans les autres dialectes.
- À Tlemcen, le Qaf est prononcé comme un Alef (il en est de même pour les autres sons E, I, U, O, OU). Par exemple / Qolt / (j’ai dit) est prononcé / elt /. Le 'o' devient 'e' car le dialecte tlemcenien se veut léger alors que / Qahwa / (café) est prononcé / Ahwa /.
- À Jijel, le dialecte djidjélien se distingue par la prononciation de la lettre « Q » comme « K » ou « T » comme « Ts » et sa profusion d'emprunts berbères.

Certains dialectes sont influencés par l'arabe andalou introduit par les réfugiés d'Al-Andalus, notamment les parlers citadins. L’arabe algérien fait partie des dialectaux arabes maghrébins, et disparaît au profit de l’arabe tunisien vers les frontières orientales.
Comme tous les pays du monde, les dialectes algériens varient d’une région à l’autre. Et voici quelques mots et de leurs variantes d'une région à l'autre, cependant les variantes sont plus nombreuses au sein de la même région, le tableau en dessous ne mentionne que les mots dominants pour une région.
| Arabe              | Tamazight                 | Français          | Dialecte d'est               | Dialecte du centre          | Dialecte d'ouest       | Dialecte du sud      |
| ------------------ | ------------------------- | ----------------- | ---------------------------- | --------------------------- | ---------------------- | -------------------- |
| جميع Jamiε         | Yal - Akk                 | Tous              | Kamel - okkol - belkel       | Kamel - Gaε                 | Gaε                    | Gaε - kamel          |
| غاضب Ghadhib       | Ḥḥenger - Sserfu - Yefqeε | En colère         | Metghachech - Mghachech      | Mqelleq - zeεfan            | Zeεfan                 | Zeεfan - ghadheb     |
| كثير Kathir        | Aṭas - Ḥawla              | Trop - Beaucoup   | Yasser - Bezzaf              | Bezzaf - Kthir              | Bezzaf - Kthir         | Yasser - Bezzaf      |
| البيض El Baydh     | Tamellalt                 | Œuf               | l'bidh - l'εdham             | l'bidh - Wled l'djadj       | l'baydh - Wled l'djadj | l'bidh               |
| الطماطم Et tamatim | Tamitacht - Ṭomatich      | Tomates           | Tmatem - Tomatich - lmatich  | Tomatich                    | Tomatisse - Tomatich   | Tomatich - tamatich  |
| يا أخي Ya Akhi     | A gma                     | Mon frère         | ya khouya - ya khouyi        | Ya khouya - ye khou         | Ye khouya - ye khayi   | Ye khouya - a khouya |
| أحبّك Ohibboka      | Hemmleɣk - Tsḥibbiɣk      | Je t'aime         | n'habek - nech'tik           | n'habek                     | n'bghik - n'habek      | n'habek - n'bghik    |
| جميل Jamil         | Chbeḥ                     | Beau              | Zin - Bahi - Mlih - Mezyan   | Chbeb                       | Chbeb                  | Zin - zwin - hwidg   |
| الجزائر El jaza'ir | Dzayer                    | Algérie           | Dzayer- Jazayer              | Dzayer- Djazayer            | Gazayer- Djazayer      | Dzayer- Jazayer      |
| ملكي Milki         | Inu                       | La mienne/Le mien | (n)Taεi - Dyali - Tiεi       | (n)Taεi- Dyali              | (n)Taεi-Dyali          | (n)Taεi - (n)taεti   |
| نعم Naεam          | Ih                        | Oui               | Ih- Hih- Hah                 | Ih- Anεam                   | Wah- Yeh               | Wah- Nεem- Yih       |
| لا La              | Uhu - Ala - Khaṭi         | Non               | Lela- Lla- Aha - maha- khaté | Lela - Ma'an - Ma'a - Ma'ah | Lla                    | Walou - lla          |

### Noms et adjectifs
| français     | arabe algérien                          | prononciation en arabe littéraire | écriture en arabe littéraire |
| ------------ | --------------------------------------- | --------------------------------- | ---------------------------- |
| bois         | htab حطب                                | khashab                           | خشب                          |
| ciel         | s'ma سما                                | samā'                             | سماء                         |
| eau          | mâ' ماء                                 | mâ'                               | ماء                          |
| femme        | mra مراة                                | mar'a                             | إمرأة                        |
| feu          | nâr نار                                 | nâr                               | نار                          |
| grand        | kbir كبير                               | kabir                             | كبير                         |
| homme/hommes | rajel \ rjal رجل / رجال                 | radjol \ ridjal                   | (رجل)(رجال)                  |
| jour         | nhâr, yom نهار / يوم                    | nahâr, yaom                       | نهار، يوم                    |
| lune         | qmar / gomra قمر / ڨمرة                 | qamar                             | قمر                          |
| nuit         | lil ليل                                 | layl                              | ليل                          |
| pain         | khobz /kessra خبز / كسرة                | khobz                             | خبز                          |
| petit        | ṣghir صغير                              | ṣaghir                            | صغير                         |
| sable        | rmel رمل                                | raml                              | رمل                          |
| hiver, pluie | chta \ N'nou شتاء / ’نّو                 | 'matar                            | مطر                          |
| balle        | balun - balou - blotta - el balla-koura | koraton                           | كرة                          |

### Mots interrogatifs
Les mots interrogatifs algériens sont spécifiques à l'Algérie et au Maghreb, et sont en apparence différents de l'arabe classique. Pourtant leur origine est bien l'arabe classique, qui était la langue officielle des différents royaumes maghrébins du Moyen Âge (Zirides, Hammadides, Almohades, Ziyanides..), et dont les mots ont été altérés progressivement au fil des siècles.
| arabe algérien                 | français                 | transcription arabe    | origine en arabe classique               |
| ------------------------------ | ------------------------ | ---------------------- | ---------------------------------------- |
| Wach ? Wechnou ? Dich ?(Jijel) | Quoi ? / Qu'est-ce que ? | واش ؟ / وشنو ؟ / ديش ؟ | و أي شيء ؟ / و أي شيء هو ؟ / ذي أي شيء ؟ |
| Ch'hal ? Qeddach ?             | Combien ?                | شحال ؟                 | أي شيء حال ؟                             |
| Weqtach ? Faktach ?            | Quand ?                  | وقتاش ؟                | وقت أي شيء ؟                             |
| Win ? Fayen ? (Jijel)          | Où ?                     | وين ؟                  | و أين ؟                                  |
| Kifach ?                       | Comment ?                | كيفاش ؟                | كيف أي شيء ؟                             |
| Ɛlach ?                        | Pourquoi ?               | علاش ؟                 | على أي شيء ؟                             |
| Chkoun ?                       | Qui ?                    | شكون ؟                 | أي شيء يكون ؟                            |

### Formules de politesse
| Expression française | Algérien - Alphabet latin                 | Alphabet arabe                               |
| Merci                | Saḥa, Saḥḥit, Shokran                     | صحّة، صحّيت، شكرا                              |
| Salutation           | Selam, Ɛesslama                           | سلام ، ’عـَ׳سّلامة                             |
| Bonjour              | Sbaḥ lkhir                                | صباح الخير                                   |
| Bonsoir              | Mselkhir                                  | مسـ׳لخير                                     |
| Au revoir            | beslama, bqa εlakhir, filamène, yaménεach | بـ׳سّلامة، ’بقىٰ علىٰ خير، في الامان، يا من عاش |
| S'il te plait        | Men fadlek, Madabik, Rebbi yεaychek       | من فضلك، ماذابيك، ربي يعَايْشك                 |
| Excuse-moi           | Esmeḥ li, Sameḥni                         | اسمح لي، سامحني                              |

### Mots d'origine non arabe
Le vocabulaire de l'arabe algérien est en partie issu de l'arabe classique. Toutefois les mots d'origine non-arabe sont nombreux, surtout les mots d'origine berbère, issus du substrat berbère antérieur à l'arabisation, et plus récemment les mots d'origine française qui deviennent de plus en plus nombreux dans le parler algérien quotidien, surtout dans les grandes villes.

#### Mots algériens d'origine berbère
Le contact linguistique entre l'arabe et le berbère a favorisé l'intégration d'un grand nombre de termes berbères dans l'arabe algérien :
- fermach (édenté) ڢرماش
- fekroun (tortue) ڢكرون
- Tqāčer تقاشر، سقاشر (Chaussettes)
- loussa (sœur du mari) ׳لّوسة
- εaggoun (muet / bègue) عڨّون
- Yennayer (nouvel an) يناير du berbère "Yan" signifiant "un" ou "premier" et "Ayyer" ou "Ayyur", signifiant "mois"
- gnin (lapin) ڨنين
- tgerraε (roter) تقرّع
- chlaghem (moustache) شلاغم[27]
- fertass (chauve) ڢرطاس
- hidoura (peau de bête) هِدورة[27]
- ghoufala (chevelure abondante) غُڢالة
- mkechrad (frise) مكشراد
- taghyoulit (bêtise humaine) ثغيُولِت
- lalla (Madame) لالّة
- dadda (Monsieur) دادّة
- khachkhach (boite crânienne) خشخاش
- zellif (crâne) زلّيڢ
- dmer (pousser) دمّر
- arzouzi (frelon) ارزّوزي
- tareghla (champignon (poussière en jijelien)) ترغلة[27]
- mazouzi (le dernier enfant de la famille) مٰزوزي
- dadda (grand frère)
- nanna (grande sœur) ننّة
- tebrouri, tebrelo (la grèle) طّبروري
- gelmouna, qelmouna  (capuche) قلمونة
- yechir  (bébé) يشير
- chira  (fille) شيرة
- lassafi  (niège fine) الاصافِ[27]
- grelou  (cafard) ڨرلّو
- gourbi  (maison) ڨربي
- boufertetou  (papillon) بوفرتتّو[27]
- jrana  (grenouille) جرانة
- bouzenzel (La guêpe) بوزنزن
- garjouma (la gorge) ڨرجومة[27]
- zermumiya (le lézard) زرمومية
- agholal, boudjeghlellou (l'escargot) بوجغللّو[27]
- tifflilas (l'hirondelle) تفلّاس[27]
- twiza, twizi (l'entre-aide) ׳تويزة
- zerdi (le renard) زردي

#### Mots algériens d'origine latine
- Gerrouch (bijou, trésor) ڨرّوش du latin carus (cher, précieux)
- Moûredj مورج de amurca (eau mélangée à l'huile d'olive)
- Zebbôudj زبّوج de acerbus (amer)
- Sordi (pluriel « swared ») صردي ، صوارد (argent) du latin soldi (monnaie romaine)
- Sbitar (hôpital) صبيطار du latin hospitalis
- Kmedja (chemise) كمجة du latin camisia
- Fellous (poussin) ڢلوس du latin pullus

#### Mots algériens d'origine turque
La présence ottomane en Algérie, a influencé les dialectes locaux, en y introduisant un lexique qui s'est progressivement intégré aux vocabulaires existants. Certains éléments, comme le suffixe (dji) ou la particule (bech), utilisés notamment dans la formation des noms de métiers, sont devenus si familiers qu'ils passent aujourd'hui inaperçus :
- Balāk (Peut-être) بلاك, du turc Belki[27]
- Baqrāǧ (Bouilloire) بقراج[27]
- Bešmāq (claquettes) بشماق[27]
- Dōlma (mets à base de légumes farcis) دُولمة
- Dūzān (Outils) دُّوزان[27]
- Gāwri (Européen) ڨاوري, du turc "Gâvuri"
- Kāġeṭ (Papier) كاغظ
- Qahwāǧi (Vendeur de café), du turc ottoman قهوه‌جى (Kahveci en turc moderne) : cafetier, vendeur de café[28]
- Tebsi (تبسي) (Assiette)[27]
- Tqacher (chaussettes)[27]
- Šīšma شيشمة (toilettes)
- Snīwa سنيوة (Plateau)[27]
- Sūkārǧi سكر‌جي (Ivre)[27]
- Zawali زّوالي (Pauvre)[27]
- Zerda زردة (Repas, Festin)[27]

#### Mots algériens d'origine espagnole (présents surtout à l'Ouest)
La présence hispanique en Algérie, en particulier en Oranie, a profondément marqué le paysage linguistique local. Cet apport s'est nourri de l'arabe andalou, des langues des juifs séfarades, des morisques et des chrétiens d'Espagne, ainsi que du vocabulaire associé aux savoir-faire artisanaux (bâtiment, textile, parfumerie, métiers d'art). De nombreux termes d’origine espagnole subsistent encore aujourd’hui dans les parlers oranais et ceux du centre du pays :
- Bledj بلج de Pilch (Verrou)
- Cousina كوزينة de cocina (cuisine)
- El bouho البوهو de El Buho (hibbou)
- Babagayou ببغايو de papagayo (perroquet)
- Sebbat صبّاط de zapato (chaussure)
- Fechta ڢشتة (fête) de fiesta
- Bougato بُڨادو de abogado (avocat)[27]
- Canasta قناستة (panier)
- Essekouila السكويلة (école primaire) de escuela
- Zanariya زنارية de zanahoria (carotte)
- B'lota بلوطة de pelota (ballon)
- Barato بَرَتو (pas cher)
- Bolsa بلصة (sachet)
- Negro نڨرو (noir)
- Rojo روخو (rouge/roux)

#### Mots algériens d'origine française
Sous la colonisation française, la langue française a influencé le parler algérien. De nombreux termes utilisés aujourd’hui sont directement empruntés au français. Certains proviennent du domaine militaire, notamment des noms de grades, de lieux, ou encore des maladies : 
- Triciti تريسيتي (électricité)
- Djornène جرنان (journal)
- Karti كارتيِّ (quartier)
- Birou بيرو (bureau)
- Laboulisse لاپوليس (police)
- Feniénne ڢنيان (fainéant)
- Koûri كوري (écurie)
- Lakrîz لاكريز (crise)
- Ritla رتلة، لترة (litre)
- Sbâdri سبادري (Espadrille)
- Lamba لمبة (lampe)
- Tilifoune تلڢون (téléphone)
- Barassioune بارسيون (opération)
- Kaskita كسكيتة (casquette)
- Bidoune بيدون (bidon)
- Blaça پلاصة (place)
- Tabla طابلة (table)
- Zalamite زّلاميط (allumette)
- Vilo ڥيلو (vélo)
- Vela ڥلّة (volant)
- Fermaj ڢرماج (fromage)
- Chmendfir شماندڢير (chemin de fer)
- Zoufri زوڢري (ouvrier)
- Bartma بارتمة (appartement)
- Rambwa رام‌پواں (rond-point)
- Bis بيس (autobus)

#### Mots d'origine soit espagnole soit française
- Boumba بومبة (bombe) : de bomba (esp) ou bombe (fr)
- Foulara ڢلارة (foulard) : de fular (esp) ou foulard (fr)
- Rassa رّاسة (race) : de raza (esp) ou race (fr)
- Miziriya ميزريّة (misère) : de miseria (esp) ou misère (fr)
- Girra ڨِرّة (guerre) : de guerra (esp) ou guerre (fr)
- Tonobil طنبيل (automobile) : de automóvil (esp) ou automobile (fr)
- Sandala صندالة (sandale) : de sandalia (esp) ou sandale (fr)

#### Mots hybrides arabo-français
L'interférence entre l'arabe dialectal, et le français, langue d’emprunt, a évolué au fil du temps. Elle ne se limite plus à l'insertion de mots français dans le parler algérien, mais s'étend à une intégration plus complexe touchant la structure syntaxique. Ainsi, il exister des phrases à syntaxe arabe contenant un lexique majoritairement français, ou à l'inverse, des mots arabes auxquels sont ajoutés des suffixes français. Ce mélange donne naissance à des néologismes propres au contexte algérien :
- Anti berd (anti froid) انتي‌برد
- Ficheless (faiblesse) فشلاس
- Beznassi (Businessman) بزناسي
- Hittisme / Hittiste (celui qui tient le mur, chômeur) حيطيزم ، حيطيست

### Quelques expressions courantes
- Oui = Ih / wah / Hih / Enεam
- Non = Lala / LLa / Maha
- Asseyez-vous = oqεadou
- Il y a un problème ? = andek mouchkla? / kayen mouchkel? / kayen problem?
- Je ne sais pas = ma εlabalich/ ma naεref / manich εaref \ma andbalich
- Je ne peux pas = ma nenjemch/ ma neqderch/ ma nagderch
- Je n'accepte pas = ma neqbelch
- Laisse-moi tranquille = khelini trankill/ baεedni/ akhtini
- Aidez-moi = εawenouni
- Je voudrais un verre de thé = habbit\bghit kess tey/atey/latey/chay
- Je voudrais un verre (tasse) de café = habbit/bghit kess/fendjan qahwa
- Je voudrai un verre d'eau = habbit kess ma
- la nourriture = l'makla\makla
- viens prendre ton petit déjeuner = arwah testqahwa
- le déjeuner = leftour, laghda
- le dîner = laεcha
- Je veux payer = Habit/bghit nkhalles/ nsellek
- Vous avez de la monnaie ? = εandkoum esserf ?
- Je n'ai pas compris = mafhamtch
- Répétez ce que vous avez dit = εawedou wesh qoltou/ εawed cha goult

### Mots français de l’arabe algérien
Plusieurs expressions, principalement employées dans un langage informel, ont été introduites dans la langue française via l'influence de l'arabe algérien au XIXe siècle : « bled », « maboul », « clebs », « gourbi ». Il y a également : « casba » pour maison, « flouze » pour argent ou encore « faire fissa » pour aller vite. D’autres expressions, plus récentes, sont surtout utilisées par les jeunes. Par exemple, si quelqu’un dit : « J’ai chouf la vidéo de la zouze qui hagar une meuf miskina », cela signifie qu’il a regardé une vidéo où une pauvre fille se fait humilier par une autre.

## Grammaire

### Conjonctions et prépositions
| Français      | Algérien                     | Notes d'utilisation                                                   |
| ------------- | ---------------------------- | --------------------------------------------------------------------- |
| Mais          | bessah                       |                                                                       |
| Si            | ila, lakan                   | utilisé pour des conditions impossibles et vient juste avant le verbe |
| Si            | ida, loukan                  | pour les conditions possibles                                         |
| pour que      | bash - beh                   |                                                                       |
| que           | men                          |                                                                       |
| comme         | ki shghol/kima               | aussi : ke li                                                         |
| à cause       | εela khatech, εela khater    | aussi : εala djel                                                     |
| quand         | ki                           | utilisés avant verbes                                                 |
| avant         | qbel ma                      | utilisés avant verbes                                                 |
| sans          | bla ma                       | utilisés avant verbes                                                 |
| quelque chose | kash ma / hedja              |                                                                       |
| sous          | teht                         |                                                                       |
| au-dessus de  | fouq/foug/foq                |                                                                       |
| après         | men beεd/ mor                |                                                                       |
| à côté        | qodam/bahda                  |                                                                       |
| à             | εend                         |                                                                       |
| avec          | mεa (personne) / bel (autre) |                                                                       |
| entre         | bin                          |                                                                       |
| autant        | qed ma                       |                                                                       |
| même que      | qed qed/ gued gued/kif kif   |                                                                       |

### Genre
L'arabe algérien a deux genres : masculin et féminin. Les noms masculins et les adjectifs se terminent généralement par une consonne, tandis que les noms féminins se terminent généralement par un « a » :
- Kbir « grand », kbira « grande ».
- Tfal « un petit garçon », tofla « une petite fille ».

### Pluriel
Similaire à l'arabe classique, l'arabe algérien utilise un pluriel irrégulier pour de nombreux mots masculins :
- l'arabe classique; rajol → rijal / langage Alg; rājel → rjāl «homme»

Le pluriel régulier est utilisé aussi, mais les suffixes « ayn » et « an » utilisé pour la forme dual (مثنى) en arabe classique ne sont pas utilisés(sauf pour le mot youm (jour) se dira au duel youmin et 3am (année) se dira 3amin).
Le mot « Zoudj » est ajouté pour designer le dual (comme le mot « deux » en français).
Le Suffixe (in) est utilisé pour tous les cas du pluriel.
- Moumen (croyant) → moumnin
- εaqel (sage) → εaqlin

Pour les noms féminins, le pluriel est le plus souvent régulier, obtenu par l’ajout du suffixe « -at »,
- L'arabe classique; bint (fille) → Banat / lang Alg; tofla → labnat

Le pluriel irrégulier est utilisé pour certains mots;
- Tabla → Ṭwabel « Table ».
- Chkara → Chkayére « Sachet ».

### Les Interrogations
- Quoi ? : wechno/ wech/ ech/ cha ?
- Quand ? : weqtach/ winta ?
- Pourquoi ? : εalech/(w)εlah / (w)εalech/ liyeh/ εaleh / lech /lamah ? Lequel ? : ema/ wech men /wina(h)?
- Où ? : win/ fin/wayen?
- Qui ? : chkoun/ menhou/ achkoun ?
- Comment ? : kifech/ kifeh?
- Combien ? : chehal/ qedech/ kaddeh ?
- Dans quoi ? : fech/ fah/ fiwach ?
- D'où ? : mnin?/ menwayen?

### Conjugaison et Pronoms
La conjugaison est réalisée en ajoutant des affixes (préfixes, suffixes, les deux ou aucun) :
| Personne | Passé     | Passé   | Présent   | Présent     |
| Personne | Singulier | Pluriel | Singulier | Pluriel     |
| -------- | --------- | ------- | --------- | ----------- |
| 1re      | - t       | - na    | n -       | n(e) - ou   |
| 2e (m)   | - t       | - tou   | t -       | t - ou      |
| 2e (f)   | - ti      | - tou   | t - i     | t - ou      |
| 3e (m)   | -         | - ou    | i/y(e) -  | i/y(e) - ou |
| 3e (f)   | - t       | - ou    | t(e) -    | i/y(e) - ou |

- Exemple du verbe kteb « écrire » :

| Personne | Passé     | Passé   | Présent   | Présent   |
| Personne | Singulier | Pluriel | Singulier | Pluriel   |
| -------- | --------- | ------- | --------- | --------- |
| 1re      | ktebt     | ktebna  | nekteb    | nekketbou |
| 2e (m)   | ktebt     | ktebtou | tekteb    | tekketbou |
| 2e (f)   | ktebti    | ktebtou | tekketbi  | tekketbou |
| 3e (m)   | kteb      | ketbou  | yekteb    | yekketbou |
| 3e (f)   | ketbet    | ketbou  | tekteb    | yekketbou |

| Personne | Passé     | Passé   | Présent   | Présent   | Futur           | Futur             | Présent continu | Présent continu  |
| Personne | Singulier | Pluriel | Singulier | Pluriel   | Singulier       | Pluriel           | Singulier       | Pluriel          |
| -------- | --------- | ------- | --------- | --------- | --------------- | ----------------- | --------------- | ---------------- |
| 1re (m)  | ktebt     | ktebna  | nekteb    | nekketbou | Rayeh nekteb    | Rayehin nekketbou | Rani nekteb     | Rana nekketbou   |
| 1re(f)   | ktebt     | ktebna  | nekteb    | nekketbou | Rayeha nekteb   | Rayehin nekketbou | Rani nekteb     | Rana nekketbou   |
| 2e (m)   | ketbet    | ktebtou | tekteb    | tekketbou | Rayeh tekteb    | Rayehin tekketbou | Rak tekteb      | Rakoum tekketbou |
| 2e (f)   | ktebti    | ktebtou | tekketbi  | tekketbou | Rayeha tekketbi | Rayehin tekketbou | Raki tekketbi   | Rakoum tekketbou |
| 3e (m)   | kteb      | ketbou  | yekteb    | yekketbou | Rayeh yekteb    | Rayehin yekketbou | Rah yekteb      | Rahoum yekketbou |
| 3e (f)   | ketbet    | ketbou  | tekteb    | yekketbou | Rayeha tekteb   | Rayehin yekketbou | Raha tekteb     | Rahoum yekketbou |

- Pronoms toniques :

| Français | Algérien     | Français | Algérien    |
| -------- | ------------ | -------- | ----------- |
| moi      | ana / anaya  | nous     | ḥna / ḥnaya |
| toi (m)  | enta / ntaya | vous (m) | entouma     |
| toi (f)  | enti / ntiya | vous (f) | entouma     |
| lui      | houwa        | eux      | houma       |
| elle     | hiya         | elles    | houma       |

Exemple : « Ana thani. » — « Moi aussi. »
- Être au Présent (l'équivalent ici de estar en espagnol et non pas ser) :

| Français  | Algérien    | Français      | Algérien |
| --------- | ----------- | ------------- | -------- |
| Je suis   | Rani        | Nous sommes   | Rana     |
| Tu es (m) | Rak         | Vous êtes (m) | Rakoum   |
| Tu es (f) | Raki        | Vous êtes (f) | Rakoum   |
| Il est    | Rahou / Rah | Ils sont      | Rahoum   |
| Elle est  | Rahi / Raha | Elles sont    | Rahoum   |

Exemple : « Rani hna. » — « Je suis ici. » et « Wech raki? » ou « Ki raki (parler de l'ouest) ? » — « comment es (vas) tu ? » pour s'adresser à une femme.
- Avoir au Présent :

| Français       | Algérien        | Français           | Algérien |
| -------------- | --------------- | ------------------ | -------- |
| J'ai           | εendi           | Nous avons         | εend'na  |
| Tu as (m et f) | εendek          | Vous avez (m et f) | εend'kom |
| Il a           | εendou / εendeh | Ils ont            | εend'hom |
| Elle a         | εend'ha         | Elles ont          | εend'hom |

Exemple : « εandi tomobile. » — « J'ai une voiture. »
Cependant « εand » n'est pas un verbe. Sa traduction est : « chez » ; ainsi « l'youma tbet εandi. » veut dire : « aujourd'hui tu passes la nuit chez moi. » et « εand Hicham. » — « chez Hicham .».

## Exemples de textes

### Djehha et le «Bouzellouf»
| بوزلوف | Bouzellouf | la tête d'un mouton |
| --- | --- | --- |
| واحد ׳نّهار ، جحا مدله باباه ڢرنك ، باش يشري بوزلوڢ. شراه ، ׳كلَى ڨاع لحمه. بقىٰ ڢيه غير العظام ، جابه لباباه. كي شاڢه قاله: وشنُ هذا؟. قال : بوزلوڢ. - أه شماتة، وين راهم وذنيه؟ - * كان ׳ترش. - وين راهم عينيه؟ - * كان ׳عمىٰ. - وين راه لسانه؟ - * كان عڨون. - وجلدة راسه، وين راهي؟ - * كان ׳صلع. | Wahd nhar, djehha medlou baba-h frank, bach yechri bouzellouf. Chrah, kla ga3 lehmou. bqa fihe ghi l'3dam, jabou l babah. ki chafou qallou: « wechnou hada? » qallou: « bouzellouf ». - A chmata, win rahoum wednih? - Kan trech. - Win rahoum 3inih? - Kan εma. - Win rah lsanou? - Kan εeggoun. - Ou jeldet rasou, win rahi? - Kan sla3. | Un jour, le père de Jehha lui a donné un franc, pour qu'il achète une tête de mouton. Il l'a acheté ensuite il a mangé toute la viande. Seule une carcasse vide a été laissée, il l'apporta à son père. Puis, quand il l'aperçut, il s'écria : « Qu'est-ce que c'est ? » Jehha a répondu : « la tête d'un mouton ». - vilain, où sont ses oreilles (du mouton) ? - Il était sourd. - Où sont ses yeux ? - Il était aveugle. - Où est sa langue ? - Il était muet. - Et la peau de sa tête, où est-elle ? - Il était chauve. |

### Exemple d'un texte du maître dechaâbi algérien,Dahmane El Harrachi
| Arabe algérien | En phonétique | Français |
| --- | --- | --- |
| يا رايح وين مسافر تروح تعيا وتولي شحال ندمو العباد الغافلين قبلك وقبلي شحال شفت البلدان العامرين و البر الخالي شحال ضيعت اوقات و شحال تزيد ما زال تخلي يا الغايب في بلاد الناس شحال تعيا ما تجري فيك وعد القدرة ولّا زمان وأنت ما تدري | Ya r-rayeh win msafer trouh teεya wa twelli Chehal nedmou leεbad el-ghâfliin qeblek ou qebli Chehal cheft el-beldàn l'εamriin wa l-ber el-khali Chehal dhîyeεt wqat ou chehal tzid mazal atkhelli Ya l-ghâyeb fi blad en-nas chehal teεya ma tedjri Fik waεd el-qodra wla z-zman wa nta ma tedri | Ô toi qui t'en vas, où que tu ailles Tu finiras par te lasser et revenir Tellement de gens peu avisés l'ont regretté avant toi et moi Tu as vu tant de contrées peuplées et de terres inhabitées Tu as gaspillé tant de temps et tu en perdras plus et davantage Ô toi l'absent, dans le pays des autres tu ne cesses de courir Tu as en toi le pouvoir de réaliser tes promesses ou celles du temps mais toi tu l'ignores |